# 弗劳恩卡珀伦

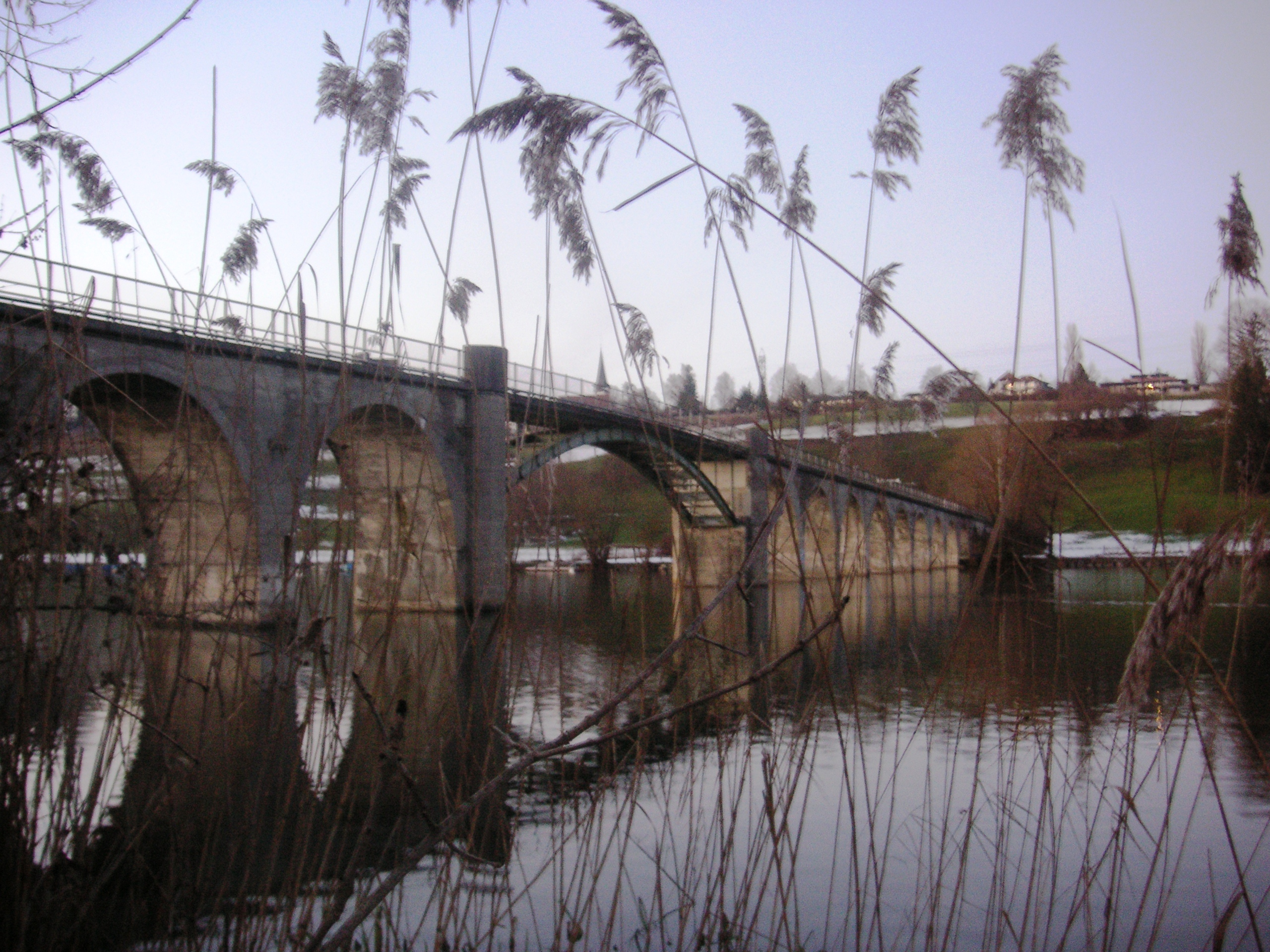

弗勞恩卡珀倫（德语：Frauenkappelen）是瑞士的城鎮，位於該國中西部，由伯恩州負責管轄，面積9.27平方公里，海拔高度601米，2011年人口1,246，人口密度每平方公里134人。

## 外部連結
- "Das Dorf Frauenkappelen" （德文）